# 칠성무당벌레속
칠성무당벌레속(Coccinella)은 무당벌레과에 딸린 한 속이다. 성충과 유충은 모두 진딧물의 게걸스러운 천적으로, 칠성무당벌레와 같은 종은 생물적 방제에 쓰이기도 한다.

## 종
- 캘리포니아무당벌레 (C. californica)
- 북방무당벌레 (C. hieroglyphica)
- 구성무당벌레 (C. explanata)
- 아홉점박이무당벌레 (C. novemnotata)
- 칠성무당벌레 (C. septempunctata)
- 가로줄무당벌레 (C. transversalis)
- 열한점박이무당벌레 (C. undecimpunctata)
- 사할린무당벌레 (C. sahalinensis)
- 십일점박이무당벌레 (C. ainu)
- 콩팥무늬무당벌레 (C. sinensis)